# Augustin Němejc

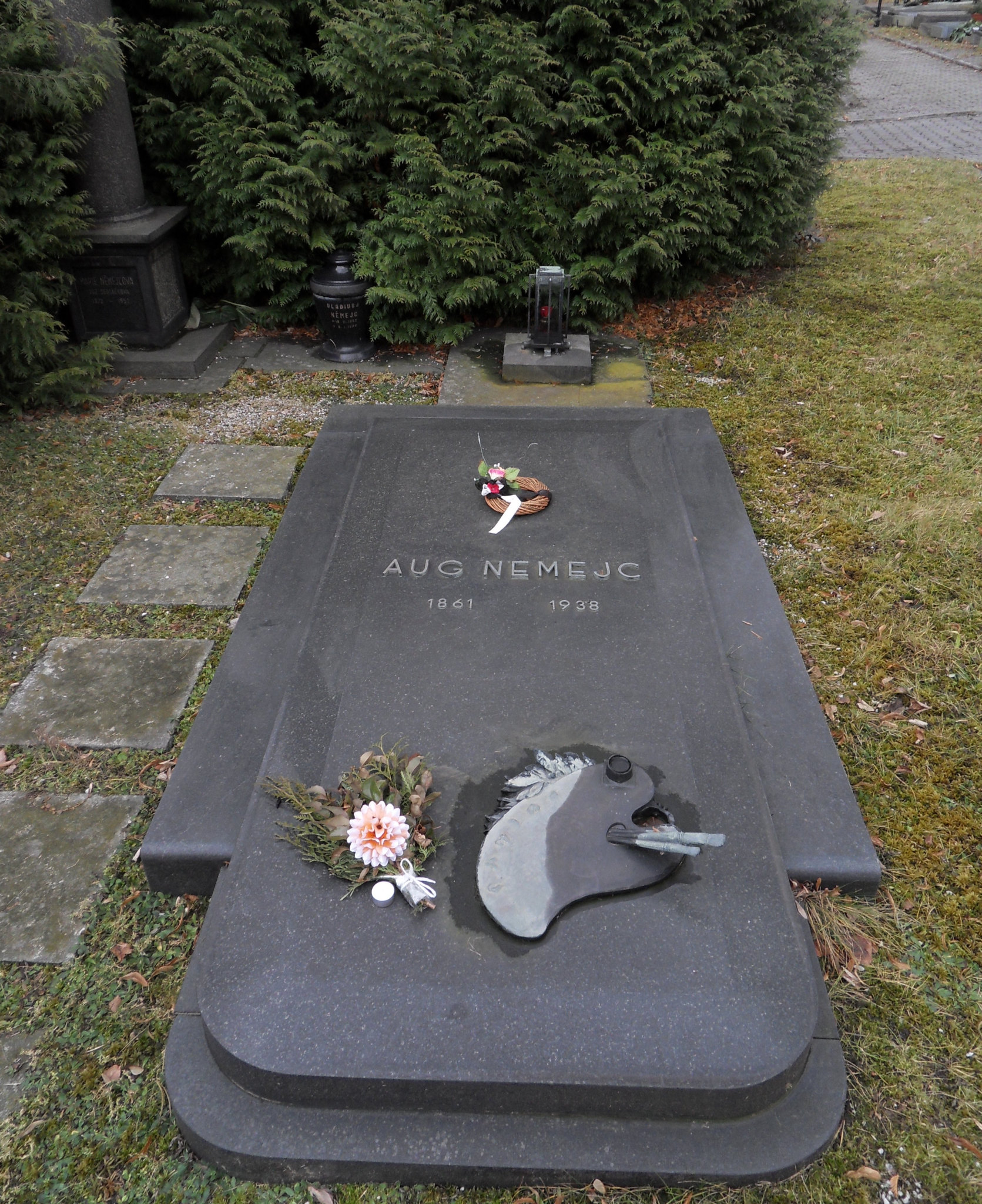
Čestný hrob Augustina Němejce na plzeňském Ústředním hřbitově

Augustin Němejc (15. března 1861 Nepomuk – 16. srpna 1938 Plzeň) byl český malíř.

## Život
Byl synem nepomuckého řezníka a právovárečného měšťana Josefa Němejce. Vyučil se hodinářem, v letech 1883–1884 již však studoval malířství u prof. Františka Sequense na Akademii výtvarných umění v Praze, jeho studium pokračovalo na Akademii výtvarných umění v Mnichově. Po studiích žil až do roku 1902 v Nepomuku, odkud se natrvalo odstěhoval do Plzně. Zde působil jako malíř a v letech 1907 až 1925 i jako profesor kreslení na zdejším dívčím lyceu.
Zemřel v Plzni, je pohřben na plzeňském Ústředním hřbitově, vpravo od kaple sv. Václava.

## Dílo
Obrazy Augustina Němejce představovaly hlavně život prostých lidí na Plzeňsku. Za obraz Beznadějná láska získal na Všeobecné zemské jubilejní výstavě v Praze 1891 roční stipendium v Paříži.
Jeho dílo je možné spatřit ve stálé expozici v jeho Rodném domě v Nepomuku.
Mezi Němejcova díla patří:
- opona původně určena pro nepomucké ochotnické divadlo, kterou odkoupila kněžna Vilemína Auerspergová a umístila ji v divadle na zámku Zelená Hora[3], kde byla zničena požárem (dochována je pouze její replika z roku 1885)
- opona Divadla J. K. Tyla v Plzni[4]
- obraz Beznadějná láska
- obraz Rozsévač (pro prezidenta Masaryka), dokončený však až v roce 1938 po prezidentově úmrtí
- lunety jubilejního sálu Západočeského muzea v Plzni
- monumentální obrazy pro Vyšší hospodářskou školu v Plzni-Lochotíně (bývalý Pavlovův ústav LFP UK)

## Galerie

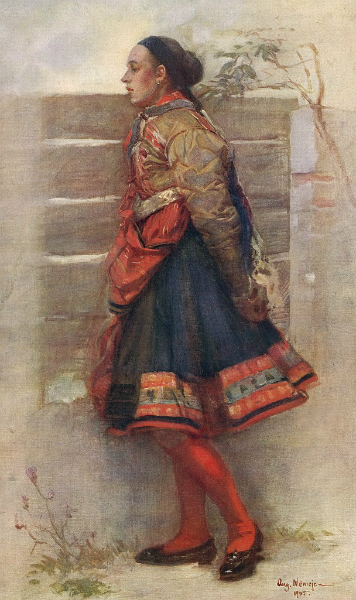
Augustin Němec - Litičanka u plotu
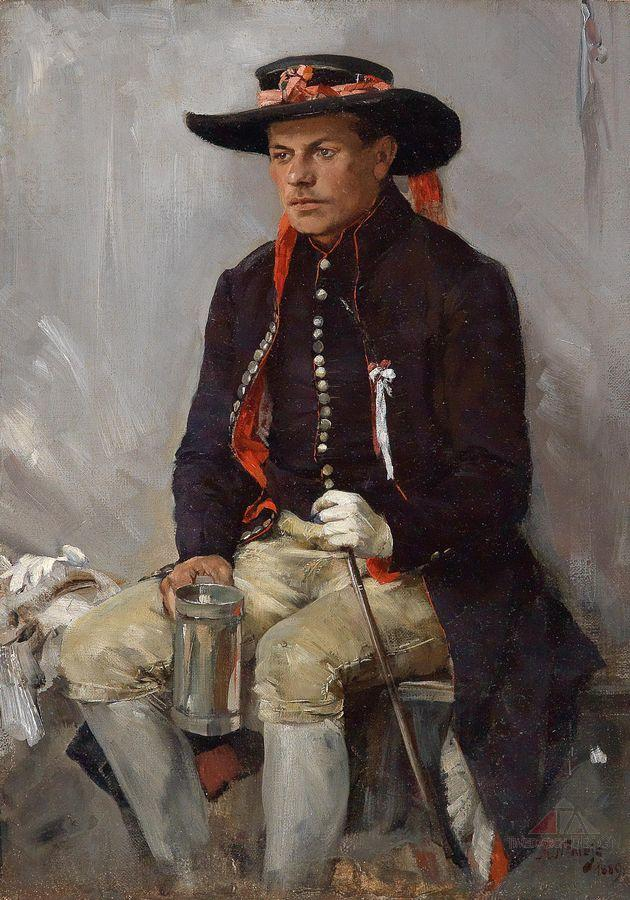
Augustin Němec - Žíznivý návštěvník
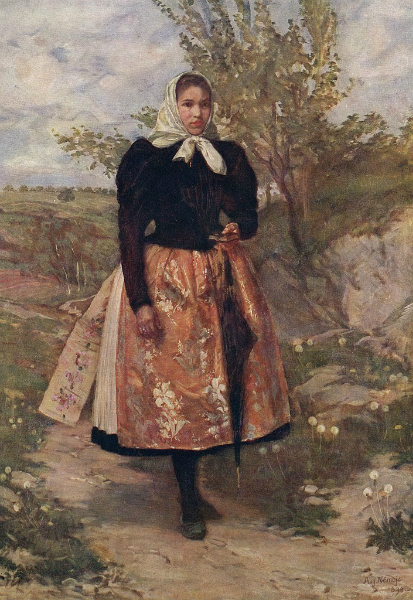
Augustin Němec - Do kostela
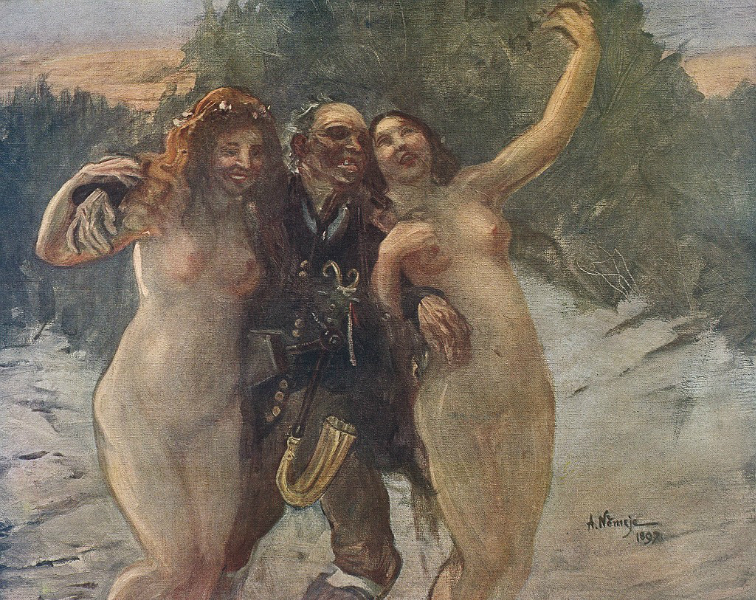
Augustin Němec - Dudák a rusalky
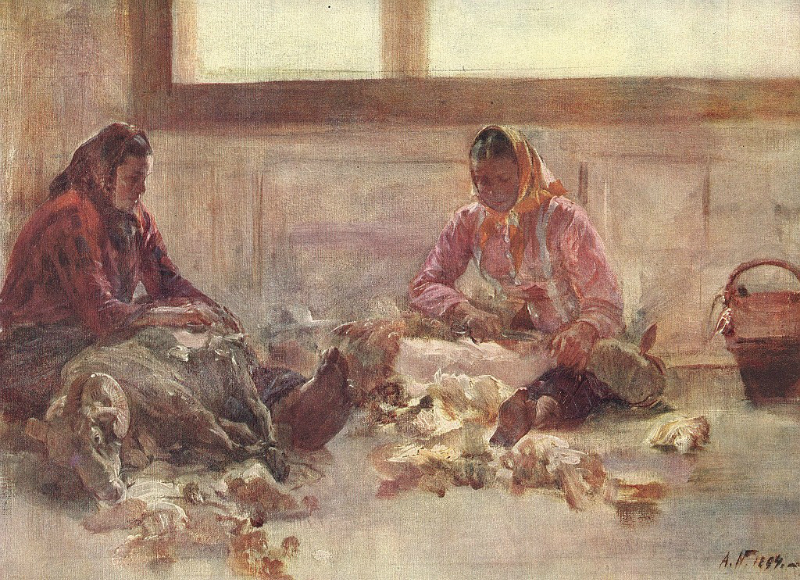
Augustin Němec - Stříhání ovcí
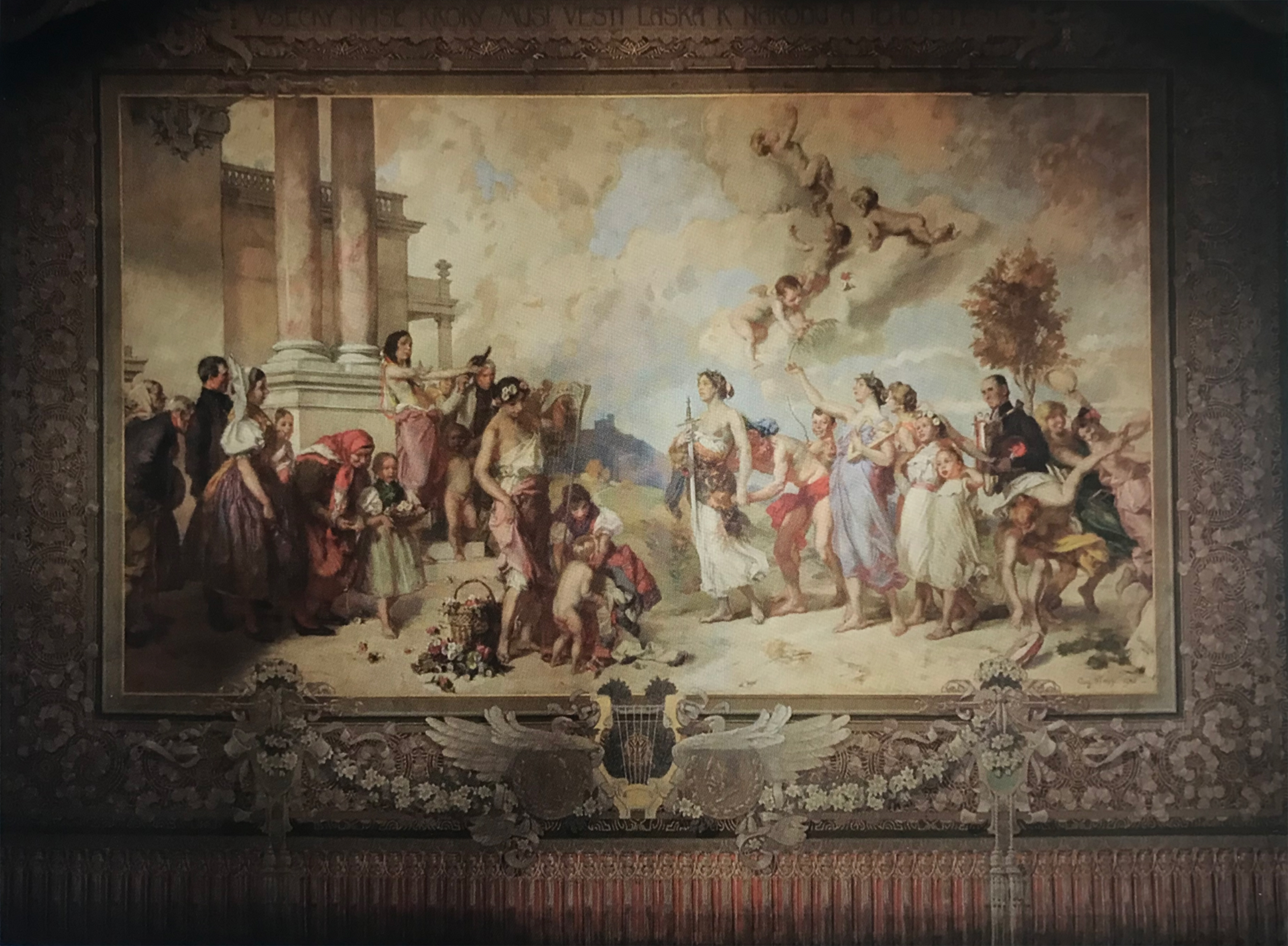
Opona plzeňského divadla z let 1899–1902, jejímž námětem je "Plzeň vítající uměny na prahu nového divadla"
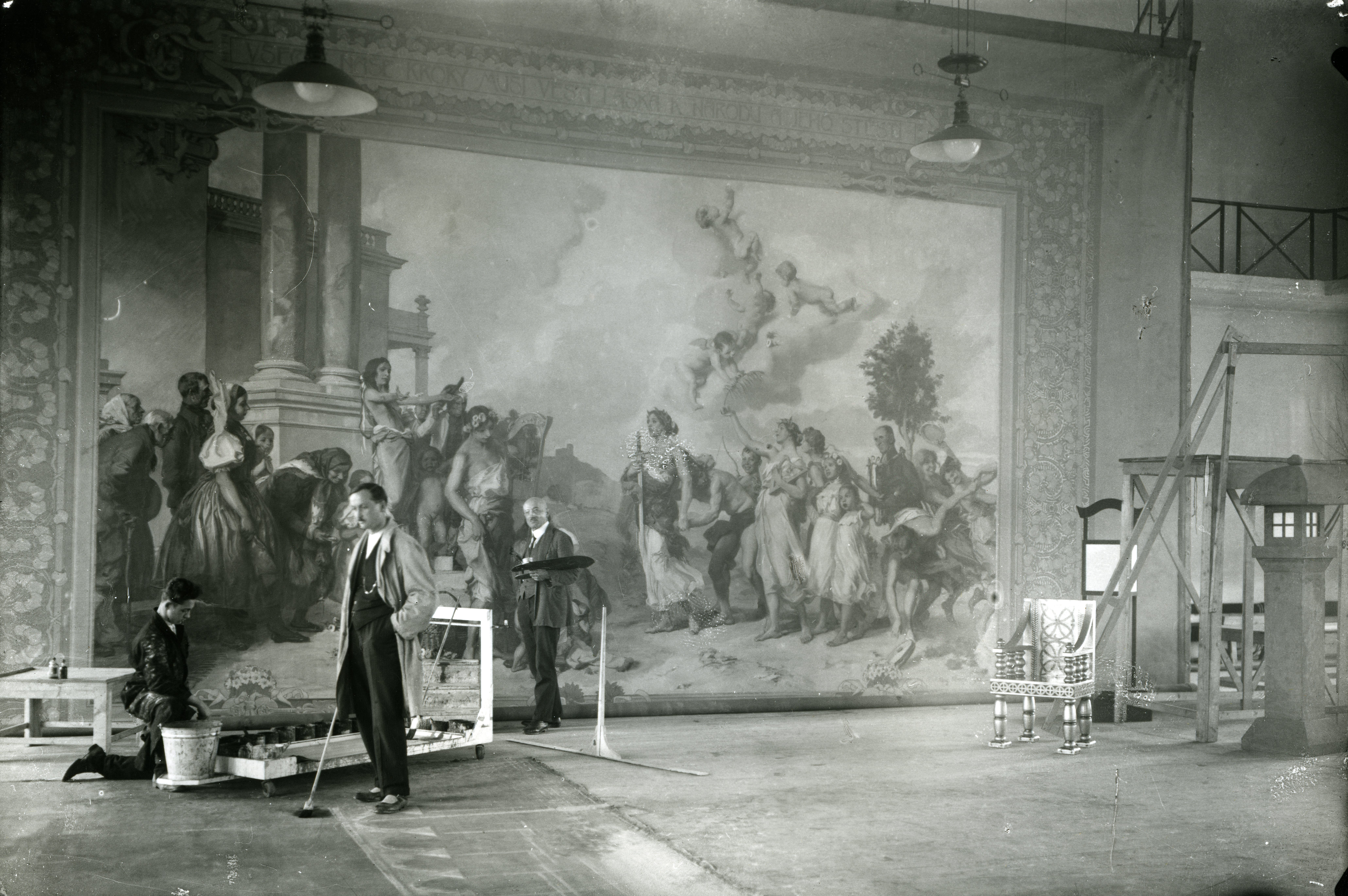
Augustin Němejc maluje oponu plzeňského divadla

## Posmrtné připomínky
- Na rodném domě A. Němejce čp. 129 v Nepomuku je umístěna pamětní deska od Václava Fialy, osazená 15. března 2011 u příležitosti 150. výročí malířova narození.
- V rodném domě je od roku 2010 otevřena galerie umělcových děl.
- Další pamětní deska spolu s jeho bustou je umístěna na domě v Mánesově ulici č. 19 v Plzni, kde strávil poslední léta svého života.
- V Nepomuku bylo po něm pojmenováno náměstí Augustina Němejce.[5]